# Brian Johnson
Brian Francis Johnson (Dunston, 5 ottobre 1947) è un cantante britannico, noto per essere il frontman del gruppo hard rock AC/DC dal 1980.

## Biografia
Brian Johnson è di origini inglesi e italiane: il padre Alan era un sergente maggiore dell'esercito britannico mentre sua madre, Ester De Luca, originaria di Rocca di Papa, in provincia di Roma, fu una partigiana durante la Seconda Guerra Mondiale e aiutò gli Alleati nella loro missione in Italia, nascondendo alcuni soldati in una zona protetta nella fattoria della sua famiglia. Ha affermato di aver ereditato il timbro vocale dal padre.
Prima di entrare negli AC/DC cantava nei Geordie, una band glam rock di Newcastle formata nel 1972. Dopo aver pubblicato diversi singoli il gruppo si sciolse nel 1978 ma Johnson decise di riformarlo nel 1980; dopo aver firmato qualche contratto, tuttavia, nello stesso anno venne chiamato per un'audizione con gli AC/DC: Johnson entrò quindi nella formazione il 15 aprile dopo la morte del precedente cantante Bon Scott, occorsa nel febbraio dello stesso anno. Nonostante la pesante eredità il successo fu immediato come testimoniato dal celebre Back in Black, considerato uno dei migliori album hard rock di sempre e ad oggi secondo nella classifica dei dischi più venduti di tutti i tempi (dietro Thriller di Michael Jackson). Il disco arrivò alla prima posizione nel Regno Unito e alla quarta negli Stati Uniti, dove restò per mesi nella Top Ten di Billboard. Seguì un tour mondiale di grande successo che lo consacrò come degno successore di Scott.
Nel novembre del 1981 uscì For Those About to Rock (We Salute You), che si piazzò direttamente alla prima posizione nelle classifiche statunitensi e vendette milioni di copie in tutto il mondo, seguito da un altro tour mondiale da tutto esaurito. Nel 1997 avviò per la prima volta una collaborazione con un gruppo esterno, con la composizione e l'incisione di un brano della band Jackyl dal titolo Locked and Loaded, che compare nel loro terzo album Cut the Crap.
Nel 2016 è stato costretto ad abbandonare la band per problemi all'udito ed è stato sostituito per le ultime date del tour dal frontman dei Guns N' Roses Axl Rose.
Nel 2020 torna nel gruppo e insieme alla band pubblica il diciassettesimo album: Power Up.

## Vita privata
Johnson ha sposato la sua prima moglie, Carol, nel 1968. Hanno divorziato durante la stesura dell'album The Razors Edge. Hanno due figlie: Joanne (1968), e Kala (1973). Attualmente risiede a Sarasota, in Florida. È anche un accanito sostenitore della squadra di calcio inglese, Newcastle United, e una volta ha tentato di acquistare il club.
Nel settembre 2009, a Johnson è stata diagnosticata la sindrome di Barrett. Ciò ha portato gli AC/DC ad annullare diversi spettacoli nel loro tour del 2009. Tuttavia, i medici sono stati in grado di prevenire l'insorgere del cancro.
Il 9 luglio del 2014 Brian Johnson è stato insignito della laurea honoris causa in musica alla Northumbria University di Newcastle.

## Riconoscimenti
Nel 2006 la rivista Hit Parader lo ha inserito nella sua lista dei 100 migliori cantanti hard rock e metal di tutti i tempi alla posizione numero 39.

## Discografia

### Con i Geordie
- 1973 – Hope You Like It
- 1974 – Don't Be Fooled by the Name
- 1974 – Geordie - Masters of Rock
- 1976 – Save the World
- 1978 – No Good Woman
- 1980 – Geordie featuring Brian Johnson (Brian Johnson & Geordie)
- 1989 – Keep on Rocking (remix album)
- 2005 – Unreleased Tapes (raccolta)

### Con gli AC/DC
Album in studio
- 1980 – Back in Black
- 1981 – For Those About to Rock We Salute You
- 1983 – Flick of the Switch
- 1985 – Fly on the Wall
- 1988 – Blow Up Your Video
- 1990 – The Razors Edge
- 1995 – Ballbreaker
- 2000 – Stiff Upper Lip
- 2008 – Black Ice
- 2014 – Rock or Bust
- 2020 – Power Up

Album dal vivo
- 1992 – Live
- 2012 – Live at River Plate

Colonne sonore
- 1986 – Who Made Who
- 2010 – Iron Man 2

### Altri dischi
- Brian Johnson - "I Can't Forget You Now / Give It Up" (single, 1975)
- Brian Johnson - "Hoover Vacuum" (commercial spot song, 1980)
- Geordie Aid - Try Giving Everything (benefit single) (1985)
- Jackyl - Cut the Crap (1997)
- Jackyl - Choice Cuts (1998)
- Jackyl - Kill the Sunshine (2002)
- Brian Johnson – "Wor Geordie's Lost His Liggy" and "Byker Hill" (on The Northumbria Anthology CD collection) (2002)
- VV.AA. - "National Lampoon's Totally Baked: a Potumentary" (one song, 2007)
- Brian Johnson – "If I had a Hammer" (on Love & Peace: Greatest Hits for Kids CD) (2010)
- Sting – The Last Ship (2013)
- Hollywood Vampires – Hollywood Vampires (2015)

## Curiosità
- Molti erroneamente indicano Johnson come il secondo cantante del gruppo dopo Bon Scott: in realtà gli AC/DC esordirono con Dave Evans alla voce, il quale però rimase nel gruppo per meno di un anno (dal settembre del 1973 al settembre del 1974) ed incise col gruppo soltanto un singolo pubblicato nel luglio 1974, unicamente in Australia e Nuova Zelanda.
- È apparso nel film Goal nel ruolo di un tifoso del Newcastle United in un bar di Los Angeles.
- È apparso nella serie Top Gear (serie 13, episodio 6) nel ruolo di ospite del programma conducendo il secondo giro più veloce del circuito al volante di una Chevrolet Lacetti.
- È un appassionato di Mini Cooper e di Alfa Romeo.
- È il protagonista della trasmissione televisiva Auto da Rockstar, in onda sul canale MOTORTREND.